# Nier-pancreastransplantatie
Een nier-pancreastransplantatie is een gelijktijdige transplantatie van een nier en een pancreas (alvleesklier). Het wordt uitgevoerd bij patiënten met diabetes mellitus en nierfalen (bijvoorbeeld veroorzaakt door de diabetes mellitus). Na een succesvolle transplantatie hoeft geen insuline meer gebruikt te worden, en hoeft er ook niet meer gedialyseerd te worden. Wereldwijd zijn er meer dan 15000 nier-pancreastransplantaties uitgevoerd, waarvan er ongeveer 200 van in Nederland.

## Procedure
De organen worden bij de ontvanger niet op de oorspronkelijke plek geplaatst. De nier wordt meestal voor in de buik geplaatst. De uitvoergang van het pancreas wordt meestal aangesloten op de urineblaas. Het pancreas blijft natuurlijk verteringssappen maken, en deze worden (eerst) via de urine afgevoerd. Als de transplantatie goed lukt, kan in tweede instantie het pancreas op de (dikke) darm worden aangesloten.

## Onderzoeken
Niet elke patiënt komt in aanmerking om op de wachtlijst te worden geplaatst. Om te bepalen of iemand geschikt is wordt er onder andere gebruikgemaakt van een serie onderzoeken:
- Glucagontest
- ECG (=elektrocardiogram)
- Fietsergometrie
- Echocardiogram
- X-Thorax, X-OPG, X-LWK en X-ThWK
- X-voeten en onderbenen
- ECHO-buik
- MRA-buikvaten
- Botdensimetrie (botdichtheidmeting)
- Consult cardioloog
- Consult oogarts
- Consult tandarts (evt. kaakchirurg)
- Coronair angiografie (hartkatheterisatie)
- Cyclosporine dagcurve

Naast deze onderzoeken zullen er afspraken gemaakt worden met een aantal specialisten. De transplantatiechirurg en cardioloog beoordelen respectievelijk de chirurgische en cardiologische aspecten en de endocrinoloog brengt met name de diabetische complicaties in kaart.
Tevens vindt er een inventariserend gesprek plaats met een maatschappelijk werker.

## Wachtlijst
Gemiddeld moet er tussen de 1 en 2 jaar gewacht worden voordat de daadwerkelijke transplantatie plaatsvindt. Voor patiënten die sneller een transplantatie nodig hebben is er een spoedlijst.